# Копчитчин 2
Копчитчин 2 (англ. Kopchitchin 2) — індіанська резервація в Канаді, у провінції Британська Колумбія, у межах регіонального округу Фрейзер-Велі.

## Населення
За даними перепису 2016 року, індіанська резервація нараховувала 42 особи, показавши зростання на 31,3%, порівняно з 2011-м роком. Середня густина населення становила 28,3 осіб/км².
З офіційних мов обидвома одночасно не володів жоден з жителів, тільки англійською — 40. Усього 5 осіб вважали рідною мовою не одну з офіційних.
Працездатне населення становило 42,9% усього населення, рівень безробіття — 66,7%.

## Клімат
Середня річна температура становить 7,9°C, середня максимальна – 20,4°C, а середня мінімальна – -8,1°C. Середня річна кількість опадів – 867 мм.
| Клімат поселення                              | Клімат поселення | Клімат поселення | Клімат поселення | Клімат поселення | Клімат поселення | Клімат поселення | Клімат поселення | Клімат поселення | Клімат поселення | Клімат поселення | Клімат поселення | Клімат поселення | Клімат поселення |
| Показник                                      | Січ.             | Лют.             | Бер.             | Квіт.            | Трав.            | Черв.            | Лип.             | Серп.            | Вер.             | Жовт.            | Лист.            | Груд.            |                  |
| Середній максимум, °C                         | 3,19             | 6,48             | 9,72             | 13,16            | 16,93            | 20,17            | 19,72            | 20,36            | 16,32            | 10,99            | 5,10             | 1,14             |                  |
| Середня температура, °C                       | −2,43            | 0,86             | 4,10             | 7,54             | 11,31            | 14,56            | 17,25            | 17,88            | 13,84            | 8,52             | 2,62             | −1,33            |                  |
| Середній мінімум, °C                          | −8,06            | −4,75            | −1,52            | 1,94             | 5,68             | 8,94             | 14,78            | 15,41            | 11,38            | 6,05             | 0,16             | −3,79            |                  |
| Норма опадів, мм                              | 123              | 87               | 73               | 48               | 41               | 39               | 30               | 31               | 46               | 92               | 131              | 126              |                  |
| Середньомісячна швидкість вітру, м/с          | 2.10             | 2.13             | 2.36             | 2.60             | 2.40             | 2.40             | 2.24             | 2.00             | 1.80             | 1.90             | 2.00             | 2.04             |                  |
| Середньомісячна сонячна радіація, кДж/м²·день | 3241             | 6416             | 10610            | 15620            | 19346            | 20860            | 22051            | 18845            | 13402            | 7418             | 3616             | 2545             |                  |
| --------------------------------------------- | ---------------- | ---------------- | ---------------- | ---------------- | ---------------- | ---------------- | ---------------- | ---------------- | ---------------- | ---------------- | ---------------- | ---------------- | ---------------- |
| Джерело:                                      |                  |                  |                  |                  |                  |                  |                  |                  |                  |                  |                  |                  |                  |